# LET L-33
LET L-33是由萊特库诺维采所生產的一款單座位滑翔機，是L-13和-23的衍生型號，除了方向舵外，飛機是由全金屬製造，於1992年首飛。

## 性能
基本信息
- 机组：1

性能